# Lepadella apsida
Lepadella apsida är en hjuldjursart som beskrevs av Harry K. Harring 1916. Lepadella apsida ingår i släktet Lepadella och familjen Lepadellidae. Inga underarter finns listade i Catalogue of Life.